# Allophylus punctatus
Allophylus punctatus är en kinesträdsväxtart som först beskrevs av Poeppig, och fick sitt nu gällande namn av Ludwig Radlkofer. Allophylus punctatus ingår i släktet Allophylus och familjen kinesträdsväxter. Inga underarter finns listade i Catalogue of Life.